# Alfred Brehm
Alfred Edmund Brehm, född 2 februari 1829 i Unterrenthendorf, numera kallat Renthendorf, död där 11 november 1884, var en tysk zoolog och författare. Genom flerbandsverket Djurens liv blev hans namn synonymt med populärzoologisk litteratur.

## Biografi
Alfred Brehm var son till Christian Ludwig Brehm och hans andra hustru Bertha, och växte upp i den lilla staden Unterrenthendorf i Thüringen. Fadern hade gjort sig ett namn i ornitologkretsar genom skrifter och en icke oansenlig samling uppstoppade fåglar, bestående av 9000 exemplar europeiska arter. Faderns intresse smittade av sig, men Alfred Brehm hade först tänkt sig bli arkitekt. Våren 1844 påbörjade han studier hos en byggare i Altenburg och stannade till september 1846, då han fortsatte arkitekturstudierna i Dresden. Han avbröt emellertid dessa studier efter ett par terminer, då Johann Wilhelm von Müller, en välkänd ornitolog, sökte sällskap för en expedition till Afrika. Brehm deltog i expeditionen från 31 maj 1847 som sekreterare och von Müllers assistent. Resan gick till Egypten, Sudan och Sinaihalvön; upptäckterna han gjorde var så anmärkningsvärda att han redan vid tjugo års ålder valdes in i Tyska akademien för naturvetenskap.
När Brehm återkom 1853, började han studera naturvetenskap vid universitetet i Jena. I likhet med sin bror Reinholdt, blev han medlem i studentföreningen Saxonia Jena; på grund av sin resa till Afrika, fick han smeknamnet Faraon. Efter fyra terminer tog han examen 1855, och året därefter befann han sig på en två år lång vistelse i Spanien med sin bror. Sedan slog han sig ner i Leipzig, och var verksam som frilansförfattare, och skrev då flera populärvetenskapliga artiklar. Vid sidan av detta, företog han 1860 en resa till Norge och Lappland.
I maj 1861 gifte han sig med sin kusin Mathilde Reiz, och de fick fem barn. Eftersom han fått smak för att resa, tog han emot erbjudandet från hertig Ernst II av Sachsen-Coburg-Gotha, att följa med honom till Abessinien. Sedan reste Brehm till såväl Afrika som Skandinavien och Sibirien. Hans essäer och reseskildringar blev mycket populära bland den bildade borgarklassen; han blev därför anlitad av Herrmann Julius Meyer att skriva ett stort flerbandsverk om djurens liv. Detta verk blev världsberömt, under namnet Brehms Djurens liv. Verket är numera i etologiska avseenden något föråldrad, men har ändå blivit ett slags catchphrase. Detta verk var det första mer systematiska verket om djurens beteenden.
Brehms liv fylldes av författarskap, av föreläsningar och vetenskapliga expeditioner. Trots det sa han ja 1862 när han tillfrågades om att bli chef för Hamburg zoo, och stannade till 1867. Därefter flyttade han till Berlin, och öppnade ett akvarium. Vid akvariet stannade han till 1874. Vintern 1883-84 hade Brehm föresatt sig att resa till USA, men kort före avresan insjuknade fyra av hans barn i difteri. Han hade dock inte råd att bryta kontraktet, och därför, fastän han var änkling sedan 1878, gav han sig av som planerat. I slutet av januari mottog han beskedet att hans yngste son dött. Det var ett hårt slag för Brehm, och han återinsjuknade i en malaria som han ådragit sig i Afrika i ungdomen. 11 maj 1884 återkom han hem till Berlin. För att finna sinnesro begav han sig till sin födelsestad Renthendorf, där han avled 11 november samma år. Numera finns en minnesplats med museum om Brehm på den plats varifrån han lämnade världen.

## OmDjurens Liv

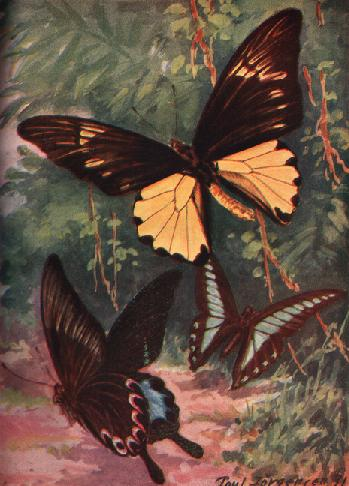
Ur Djurens liv.

Djurens liv (tyska Tierleben) utgavs i Sverige i 18 band i svensk översättning av Johan Erik Wahlström. Flera nya upplagor skrevs därefter, och tredje upplagan är kraftigt omarbetad och utökad av Pechuel-Loesche i 22 band, och ännu en omarbetning skedde på 1950-talet. På 1970-talet utkom en ny omarbetad upplaga på tyska.
Boken är strukturerad efter den klassificering som fanns vid tillkomsten. Sedan boken skrevs har flera djurarter, familjer och ordningar omklassificerats, de vetenskapliga namnen har ibland ändrats, och flera nya arter har iakttagits. Etologin är något föråldrad i stilen. Trots detta innehåller verket information som står sig idag, om det läses med urskillning.

## Utmärkelser
Asteroiden 7054 Brehm är uppkallad efter honom och Christian Ludwig Brehm.